# Václavovice (Klimkovice)
Václavovice jsou část a zrušené katastrální území města Klimkovice v okrese Ostrava-město. Nachází se na východě Klimkovic, avšak člení se na dvě základní sídelní jednotky, jimiž jsou Václavovice a Fonovice, přičemž Fonovice leží na jihovýchodě Klimkovic, zatímco vlastní Václavovice na severovýchodě Klimkovic. Prochází zde dálnice D1 a silnice II/647. V roce 2009 zde bylo evidováno 122 adres. V roce 2001 zde trvale žilo 255 obyvatel.
Václavovice leží v katastrálním území Klimkovice o výměře 14,63 km2.

## Název
Vznik Václavovic souvisí se vznikem blízkých Janovic a Fonovic. Když majitel panství Johann Wenzel von Moenich zakládal nové osady, nechal každou z nich nazvat podle částí svého jména: Johannsdorf (Janovice), Wenzelsdorf (Václavovice), Vonsdorf (Fonovice) a Moenichsdorf (česky asi Moenichovice, osada už nebyla založena).

## Historický přehled
Severně položená osada Václavovice byla založena okolo roku 1760 a přibližně ve stejnou dobu vznikla i jižně položená osada Fonovice. Obě osady vznikly poblíž cesty spojující Klimkovice s blízkou Polankou nad Odrou a z počátku měly obě samostatné katastrální území, jež byla ale poměrně brzy sloučena do katastrálního území Václavovice, existujícího až do roku 1981. Katastrální mapa Václavovic z roku 1836 již hranice mezi Václavovicemi a Fonovicemi nezobrazuje.Toto spojené katastrální území mělo podobné vymezení jako obě základní sídelní jednotky Obě osady byly velice malé, nicméně samotné Václavovice byly o něco větší, a do roku 1949 se jednalo o místní části tehdejší obce Polanka nad Odrou. Téhož roku byly Václavovice a Fonovice od Polanky nad Odrou odděleny a připojeny ke Klimkovicím, v jejichž rámci se, jakožto Václavovice, staly novou částí obce. Později vznikla na severu Václavovic chatová osada.